# Оксопентахлороренат аммония
Оксопентахлороренат аммония — неорганическое соединение, соль аммония и oксопентахлорорениевой кислоты формулой (NH4)2[ReClO5]. При нормальных условиях представляет собой зеленовато-жёлтые кристаллы, растворяется в концентрированной соляной кислоте.

## Получение
- Реакция иодида аммония с рениевой кислотой в присутствии соляной кислоты.

## Свойства
Оксопентахлороренат аммония образует зеленовато-жёлтое кристаллическое вещество, растворимые в соляной кислоте.